# Нова година у Њујорку
Дочек нове године (енгл. New Year's Eve) је америчка комедија из 2011. године, са ансамблском поделом улога. Најпре је било предвиђено да ово буде наставак филма Дан заљубљених из 2010, али су продуценти касније одустали од те идеје. Дочек Нове године говори о томе колико љубав и породица значе у време празника. Премијера филма је била 9. децембра 2011. године.

## Улоге
| Глумац             | Улога |
| ------------------ | ----- |
| Роберт де Ниро     |       |
| Џесика Бил         |       |
| Бредли Купер       |       |
| Џон Бон Џови       |       |
| Мишел Фајфер       |       |
| Кетрин Хајгл       |       |
| Ештон Кучер        |       |
| Алиса Милано       |       |
| Сара Џесика Паркер |       |
| Хилари Сванк       |       |
| Хале Бери          |       |
| Мег Рајан          |       |
| Грег Кинир         |       |
| Кам Жиганде        |       |
| Амари Стодемајер   |       |
| Шакил О'Нил        |       |
| Рајан Сикрест      |       |
| Абигејл Бреслин    |       |
| Карла Гуџино       |       |
| Џош Думел          |       |
| Зак Ефрон          |       |
| Софија Вергара     |       |
| Сијена Милер       |       |
| Лудакрис           |       |
| Ајс Кјуб           |       |